# Wermutshausen
Wermutshausen ist ein Stadtteil von Niederstetten im Main-Tauber-Kreis in Baden-Württemberg.

## Geographie
Das Dorf Wermutshausen liegt in der Region Hohenlohe im Tal des Ebertsbronner Baches, eines rechten, dort von West- auf Nordlauf knickenden Nebenflusses des Vorbachs. Zur Gemarkung der ehemaligen Gemeinde Wermutshausen gehören das Dorf Wermutshausen (⊙) mit dem zwei Kilometer nördlich im Tal liegenden Weiler Ebertsbronn (⊙) mit etwa 45 Einwohnern sowie die abgegangenen Ortschaften Hohenweiler und Raweg (Lage wird nur in Wermutshausen vermutet). Die Landschaft ist geprägt vom noch heute betriebene Feldbau auf der Hochebene und Weinbau an den Talhängen. Zeugen der früheren ausgedehnten Weinberge sind die markanten Steinriegel. Die beiden Dörfer Wermutshausen und Ebertsbronn sind vom Strukturwandel in der Landwirtschaft erfasst und entwickeln sich langsam zu reinen Wohnorten.

## Geschichte
Am 1. Januar 1974 wurde Wermutshausen nach Niederstetten eingemeindet.

## Kultur und Sehenswürdigkeiten

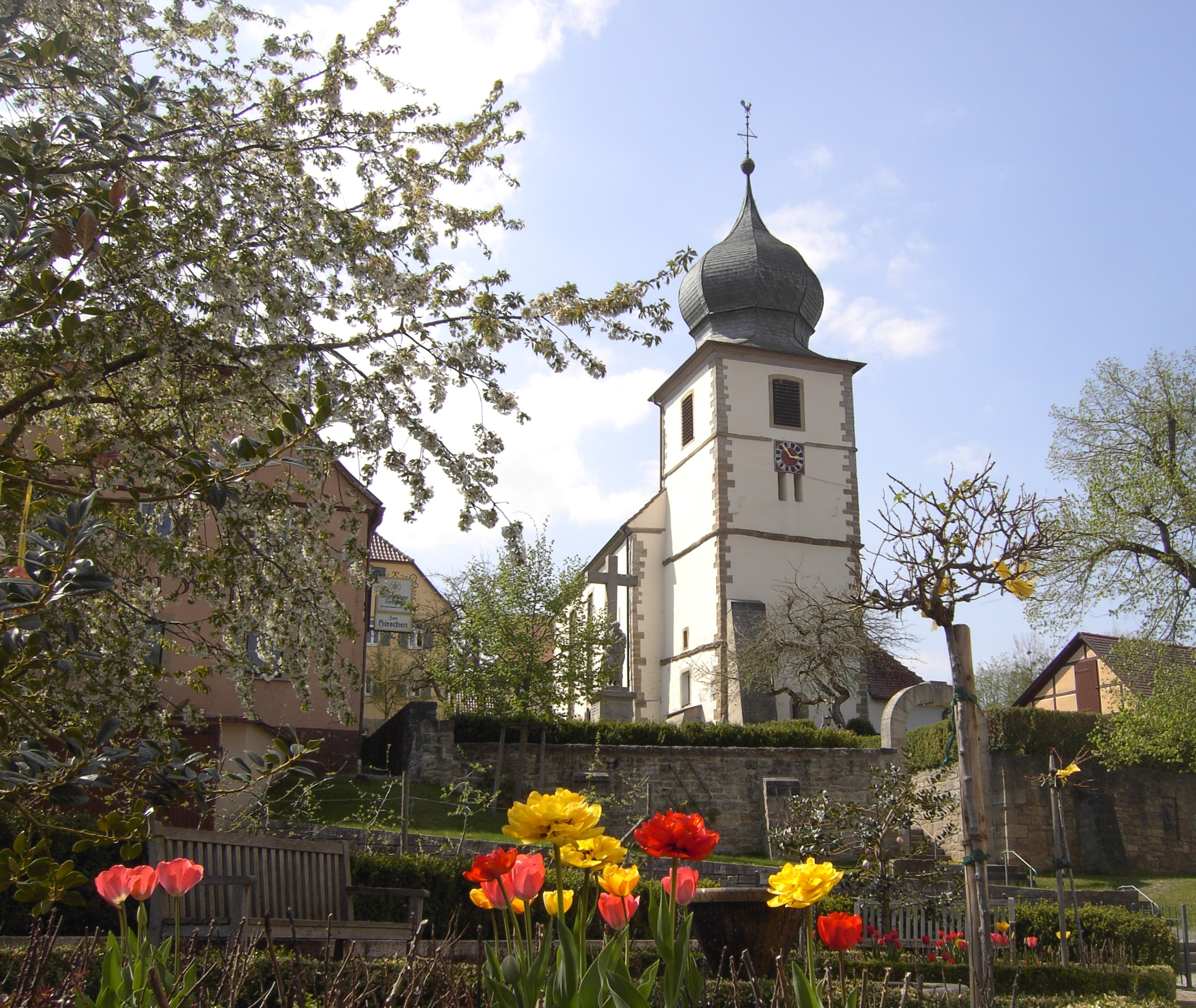
Petruskirche

- Im Ort gibt es ein kleines Kelter- und Weinbaumuseum, in dem die wechselhafte Geschichte des Weinbaues in der Gegend veranschaulicht wird.
- Im Herbst 1843 zog der Dichter Eduard Mörike zu seinem Freund Pfarrer Hartlaub (dem Jüngeren) ins Pfarrhaus und verbrachte ein gutes halbes Jahr hier im Ort. Zur Erinnerung gibt es eine Mörikestube im Pfarrhaus, die nach Anmeldung besichtigt werden kann.
- Petruskirche. Die ehemalige Wehrkirche ist 1800 abgebrannt und wurde als barocke Kirche mit einem der Fassade vorgestellten Glockenturm mit Zwiebelhaube wieder aufgebaut.
- Dorfkirche Ebertsbronn (in kommunalem Besitz)
- Keltische Viereckschanze (2 km südostwärts gelegen)
- Der etwa 180 km lange Jakobsweg Main-Taubertal führt durch Wermutshausen.

## Vereine
- Gesangverein Eintracht Wermutshausen-Ebertsbronn (1910)
- Freiwillige Feuerwehr Wermutshausen
- Landfrauenverein Wermutshausen (1952)
- Biedermeier Tanzgruppe (1991)
- Jugendclub Wermutshausen (2001)

## Gewerbe
In Wermutshausen befindet sich seit 1975 das Umschulungs- und Fortbildungszentrum Niederstetten.